# 디스커버리 (기업)

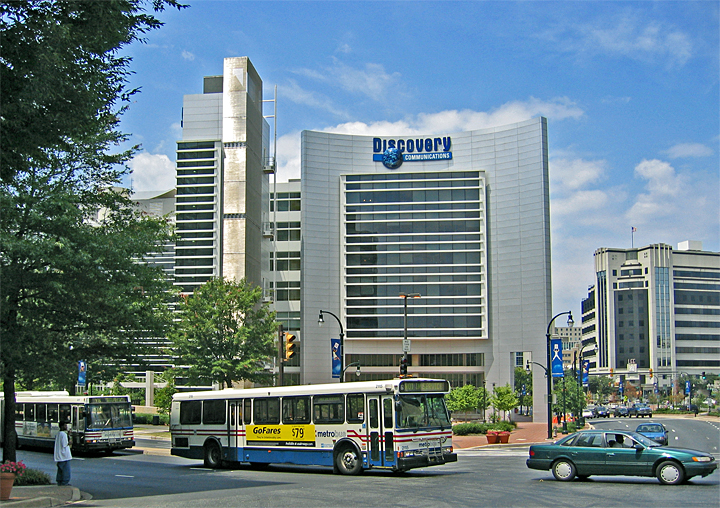

디스커버리(Discovery, Inc.)는 미국의 미디어 관련 기업이다. 1994년 설립되었고, 디스커버리 채널을 비롯해 자국의 케이블 TV용 전문 채널은 물론 해외 케이블 TV 채널을 다수 운영하고 있다.
2021년 5월 16일 디스커버리가 워너미디어의 일부 지분을 매각하기 위해 합병 협상을 진행하였고 5월 17일 거래가 타결되며 AT&T에서 분사한 후 새로운 미디어 기업을 세울 것이란 가능성이 커졌다.
여기에 데이비드 자슬라브 디스커버리 CEO가 워너-디스커버리의 새 CEO로 취임할 예정이라 밝혔고, 6월 1일에는 워너-디스커버리 통합 기업의 명칭인 워너 브라더스 디스커버리로 확정지었다.

## 같이 보기
- 스미스소니언 채널